# Ювілейний (стадіон, Суми)
Стадіо́н «Ювіле́йний» — футбольний стадіон у місті Суми. Споруду введено в експлуатацію 20 вересня 2001 року. Стадіон вміщує 25 830 глядачів, усі місця обладнані індивідуальними сидіннями. В сезоні 2023/24 є домашньою ареною місцевого клубу «Вікторія».
Стадіон приймав Суперкубок України з футболу 2009 між київським «Динамо» і полтавською «Ворсклою» та фінал Кубка України 2010/11 «Динамо» (Київ) — «Шахтар» (Донецьк). Рекорд відвідуваності — 29 300 глядачів на матчі першої ліги «Спартак» (Суми) — «Нафтовик» (Охтирка) у 2003 році.

## Історія
Розташований в центральній частині міста, в Міському парку ім. Кожедуба. Раніше на місці «Ювілейного» був інший стадіон — «Спартак», 1949 року споруди. 1968 року його масштабно реконструювали (вміщав 12 тисяч), а в кінці 80-х знесли з тим, щоб побудувати на його місці новий 35-тисячник, за проектом схожим з єреванським «Разданом».
Проєкт стадіону розробили українські архітектори Володимир Биков та Іван Лукаш, за що були удостоєні державної премії України. Будівництво нової арени почалося 2 вересня 1999 року, коли була забита перша паля. Стадіон був офіційно відкритий 20 вересня 2001 року, незадовго після святкування 10-річчя незалежності України і напередодні 350-річного ювілею Сум (засновані в 1652-му). На момент відкриття стадіон офіційно вміщував близько 28 тисяч глядачів. Частина місць була стоячими. Згодом всі місця були обладнані індивідуальними сидіннями. Майже всі місця знаходяться під навісом (за винятком перших рядів нижнього ярусу).
11 липня 2009 року на стадіоні пройшов матч за Суперкубок України між київським «Динамо» і полтавською «Ворсклою».
25 травня 2011 року арена прийняла фінал Кубка України: «Динамо» (Київ) — «Шахтар» (Донецьк) (27 800 глядачів).
22 липня 2016 року Виконком Федерації футболу України ухвалив рішення провести фінал кубку України в Сумах на «Ювілейному». Але за ряду умов, таких як: збільшення кількості сидячих місць до 30000 сидячих місць, приведення стадіону та території у відповідність до регламентних норм, завершити роботи з монтажу протипожежної системи, тощо. Але 13 грудня 2016 року була оприлюднена інформація, що Харків «відібрав» у Сум право приймати фінал Кубку України.
20 серпня 2016 року на стадіоні було зіграно матч Прем'єр-ліги «Олімпік» — «Олександрія». Після чого «Олімпік» вирішив проводити всі домашні матчі першого кола чемпіонату України в Сумах на стадіоні «Ювілейний».
У 2018—2020 роках на стадіоні проводив домашні матчі аматорський клуб «LS Group», який у 2020 році було перейменовано на ФК «Суми».

## Характеристики
- Місткість: 25 830 глядачів
- Ярусів: 2 (центральна трибуна одноярусна)
- Розмір поля: 105 × 68 м
- Дах: над 80 % глядацьких місць
- Рік побудови: 2001
- Адреса: 40030, м. Суми, вул. Євгена Коростельова, 9

У центрі південної трибуни встановлено відеотабло виробництва угорської фірми «Відеотон» розміром 3,69 × 5,94 м. Світлове обладнання фірми «Ватра», прожектори освітлення розташовуються на даху.

## Галерея

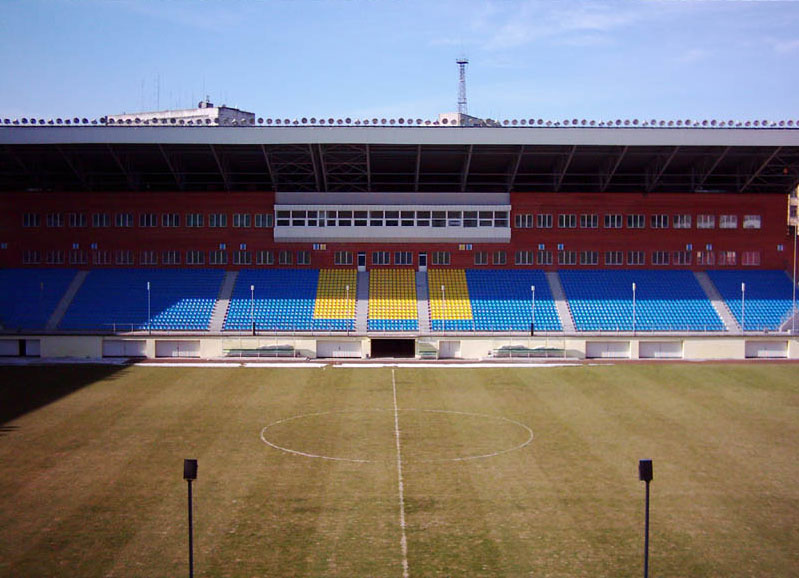
Стадіон усередині
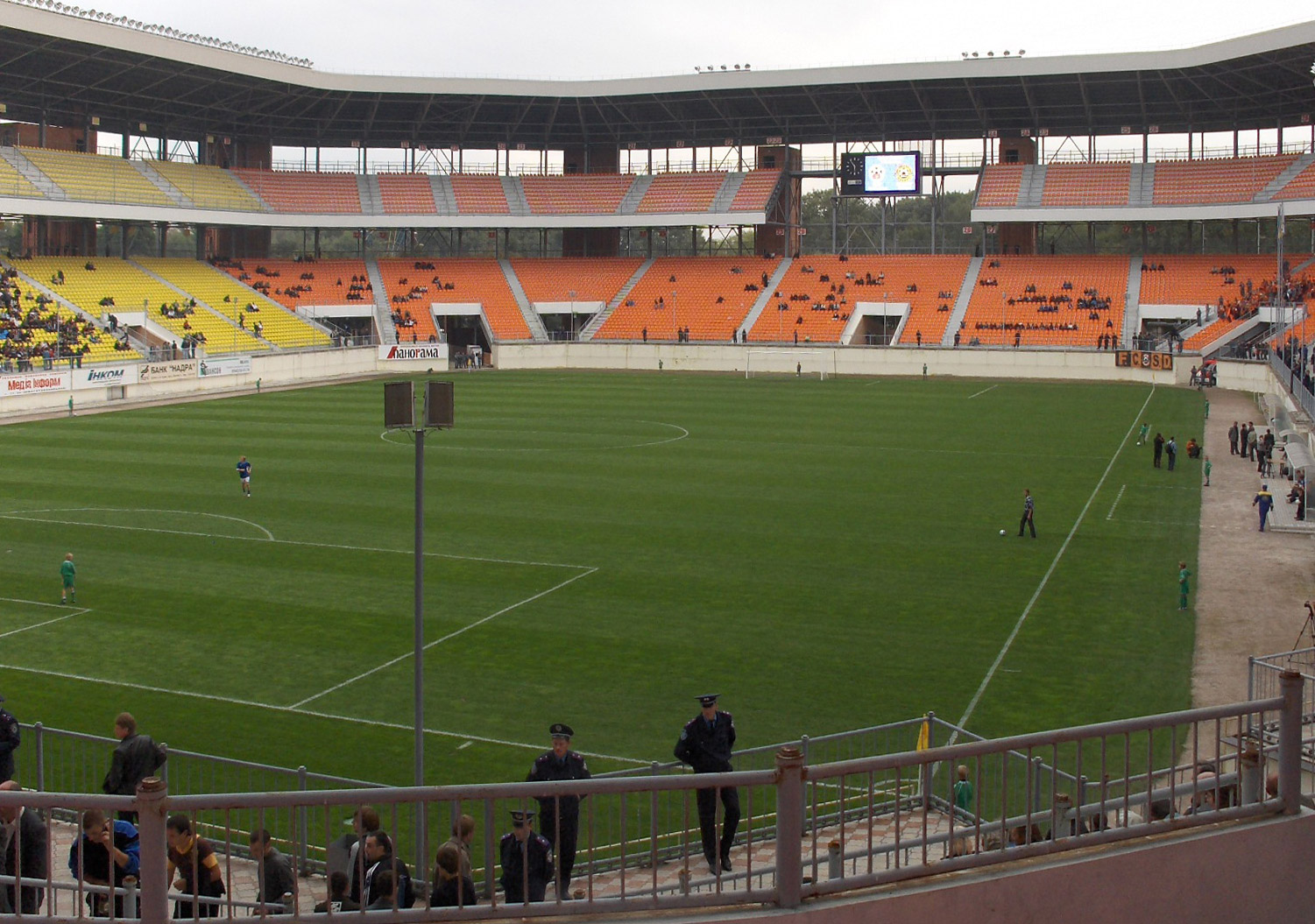
Стадіон перед матчем Кубка України

## Джерело
- Про стадіон на офіційному сайті Сумської міської ради
- Перший стадіон України європейського рівня: побудований за 10 млн доларів, живе без топ-футболу [Архівовано 24 грудня 2019 у Wayback Machine.]